# Amorella
Amorella — круизный 12-палубный пассажирский и автомобильный паром финского судоходного концерна Viking Line. Совершает регулярные рейсы по маршруту Турку-Мариехамн/Лонгнес-Стокгольм.
Суда-близнецы: Gabriella в составе флота Viking Line, Isabelle компании Tallink и Crown Seaways компании DFDS Seaways.

## Строительство
Паром Aмorella был заказан в 1986 году и построен в 1988 году для компании SF Line, одного из партнеров консорциума Viking Line, на верфи Brodosplit в Югославии. Первоначально паром должен был быть спущен на воду в марте 1988 года, последние строительные работы были завершены только в сентябре.

## Эксплуатация
За исключением 1997, 1998 и 2002 годов паром Aмorella всегда курсировал по маршруту Турку-Мариехамн/Лонгнес-Стокгольм и является наиболее долго эксплуатируемым судном на этом маршруте. Первоначально паром заходил в Мариехамн только во время дневного перехода, но с июля 1999 года заходы на Аландские острова были введены на всех рейсах. Это было предпринято с целью сохранения права беспошлинной торговли на борту, поскольку Аландские острова не вошли в налоговый союз стран Европы. В результате во время ночного перехода была введена стоянка в порту Лонгнес.

## Происшествия
14 декабря 2013 года Amorella, следуя с 2000 пассажирами из Турку в Стокгольм, потеряла управление и села на мель у Аландских островов. Лайнеру удалось собственными силами сняться с мели и проследовать в порт Мариехамна, где пассажиров пересадили на другие суда.
20 сентября 2020 года Amorella, следуя из Турку в Стокгольм и имея на борту 200 пассажиров и 80 членов экипажа, снова села на мель в районе Аландских островов — на этот раз около острова Йярсё. Судно столкнулось с подводным камнем, после чего капитан принял решение направить паром к берегу. Пассажиры к вечеру того же дня были с судна эвакуированы.

## Комментарии
1. ↑  Почти все суда компании Viking Line (кроме новейших Viking XPRS и Viking Grace) названы женскими именами с окончанием -ella: Gabriella, Mariella, Amorella, Rosella, Cinderella. Такая традиция была установлена в честь жены создателя компании, которую звали Ellen, что в уменьшительно-ласкательном варианте звучит как Ella.